# کرازبی (استیلز، نش اند یانگ)
کرازبی، استیلز اند نَش یک اَبَرگروه فولک راک آمریکایی است که در ابتدا دیوید کرازبی، استفن استیلز و گراهام نش اعضای آن را تشکیل می‌دادند و بعداً با پیوستن نیل یانگ-به‌عنوان عضو جدید ویژه- به جمع اعضای گروه نام‌شان به کرازبی، استیلز، نَش اند یانگ یا به اختصار CSNY تغییر یافت.
قبل از شکل‌گیری کرازبی، استیلز، نش اند یانگ در سال ۱۹۶۸، «گراهام نش» در گروه هالیز عضویت داشت، «دیوید کرازبی» در د بردز و «استفن استیلز» و «نیل یانگ» در گروهی به‌نام بوفالو اسپرینگفیلد. آن‌ها اولین اَبَرگروه تاریخ موسیقی راک هستند.
آن‌ها بیشتر به خاطر شیوهٔ پیچیدهٔ هم‌آوایی‌شان (هارمونی‌خوانی)، فعالیت‌های سیاسی اعضای گروه و سابقه و تاثیرشان بر موسیقی و فرهنگ آمریکا شناخته شده هستند.